# Actia resinellae
Actia resinellae är en tvåvingeart som först beskrevs av Franz Paula von Schrank 1781.  Actia resinellae ingår i släktet Actia och familjen parasitflugor.
Artens utbredningsområde är Österrike. Arten är reproducerande i Sverige. Inga underarter finns listade i Catalogue of Life.